# Futbol'nyj Klub Desna Černihiv 2021-2022
Questa voce raccoglie le informazioni riguardanti il Futbol'nyj Klub Desna Černihiv nelle competizioni ufficiali della stagione 2021-2022.

## Stagione
Nella stagione 2021-2022 il Desna Černihiv ha disputato la Prem'er-Liha, massima serie del campionato ucraino di calcio. La competizione non è stata completata e la squadra era in 7 posizione.

## Maglie e sponsor
Lo sponsor tecnico per la stagione 2021-2022 è stato Parimatch. 
| Casa | Trasferta |

## Rosa

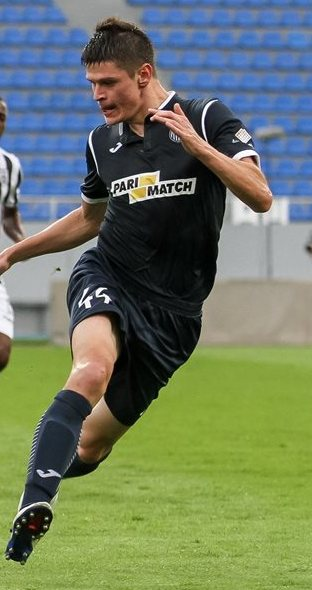
il nuovo acquisto Jevhen Cymbaljuk

| N. |                    | Ruolo | Calciatore            |
| -- | ------------------ | ----- | --------------------- |
| 1  | Ucraina (bandiera) | P     | Dmytro Sydorenko      |
| 2  | Ucraina (bandiera) | D     | Vadym Zhuk            |
| 3  | Ucraina (bandiera) | D     | Oleksandr Safronov    |
| 4  | Ucraina (bandiera) | D     | Jevhen Cymbaljuk      |
| 5  | Ucraina (bandiera) | D     | Oleksandr Masalov     |
| 6  | Ucraina (bandiera) | D     | Kristian Bilovar      |
| 6  | Ucraina (bandiera) | D     | Oleksij Kovtun        |
| 7  | Ucraina (bandiera) | C     | Serhij Bolbat         |
| 7  | Ucraina (bandiera) | C     | Oleksij Huculjak      |
| 8  | Ucraina (bandiera) | C     | Andrij Dombrovs'kyj   |
| 9  | Georgia (bandiera) | C     | Levan Arveladze       |
| 10 | Ucraina (bandiera) | C     | Andrij Totovyc'kyj    |
| 11 | Ucraina (bandiera) | C     | Vladyslav Kalytvyncev |
| 11 | Ucraina (bandiera) | C     | Oleksiy Pashchenko    |
| 12 | Ucraina (bandiera) | C     | Jehor Kartušov        |
| 15 | Ucraina (bandiera) | C     | Vikentij Vološyn      |
| 16 | Ucraina (bandiera) | C     | Jevhenij Belyč        |

| N. |                    | Ruolo | Calciatore          |
| -- | ------------------ | ----- | ------------------- |
| 17 | Ucraina (bandiera) | C     | Taras Zavijs'kyj    |
| 19 | Ucraina (bandiera) | C     | Denys Demyanenko    |
| 20 | Ucraina (bandiera) | A     | Denys Bezborod'ko   |
| 21 | Ucraina (bandiera) | P     | Roman Mysak         |
| 23 | Ucraina (bandiera) | C     | Danyil Pus          |
| 28 | Ucraina (bandiera) | A     | Pylyp Budkivs'kyj   |
| 28 | Grecia (bandiera)  | A     | Giorgios Ermidis    |
| 33 | Ucraina (bandiera) | D     | Jevhen Selin        |
| 62 | Ucraina (bandiera) | P     | Ilya Karavashchenko |
| 72 | Ucraina (bandiera) | P     | Ihor Lytovka        |
| 77 | Ucraina (bandiera) | A     | Maksym Dehtjar'ov   |
| 80 | Ucraina (bandiera) | C     | Vladlen Jurčenko    |
| 80 | Ucraina (bandiera) | C     | Bohdan Sheiko       |
| 89 | Ucraina (bandiera) | C     | Renat Mochulyak     |
| 90 | Ucraina (bandiera) | A     | Illja Ševcov        |
| 91 | Ucraina (bandiera) | D     | Pavlo Shostka       |
|    | Ucraina (bandiera) | C     | Serhiy Makarenko    |

## Calciomercato

### Sessione estiva (dall'1/9 al 5/10)
| Acquisti         | Acquisti            | Acquisti         | Acquisti      |
| R.               | Nome                | da               | Modalità      |
| ---------------- | ------------------- | ---------------- | ------------- |
| C                | Illja Ševcov        | Inhulec'         | fine prestito |
| C                | Jevhenij Belyč      | Dinaz Vyšhorod   | fine prestito |
| C                | Andriy Slotyuk      | Metalist         | fine prestito |
| P                | Ilya Karavashchenko | Desna-2 Černihiv | definitivo    |
| D                | Oleksandr Safronov  | Dnipro-1         | definitivo    |
| D                | Jevhen Selin        | Anorthōsis       | definitivo    |
| C                | Taras Zavijs'kyj    | Olimpik Donec'k  | definitivo    |
| D                | Jevhen Cymbaljuk    | Olimpik Donec'k  | definitivo    |
| P                | Dmytro Sydorenko    | Desna-3 Černihiv | definitivo    |
| D                | Pavlo Shostka       | Desna-3 Černihiv | definitivo    |
| D                | Vadym Zhuk          | Hirnyk-Sport     | definitivo    |
| C                | Vikentij Vološyn    | Dinamo Kiev      | prestito      |
| D                | Kristian Bilovar    | Dinamo Kiev      | prestito      |
| D                | Oleksandr Masalov   | Dinamo-Auto      | definitivo    |
| P                | Roman Mysak         | Ruch L'viv       | definitivo    |
| D                | Renat Mochulyak     | Desna-2 Černihiv | definitivo    |
| P                | Denys Demyanenko    | Desna-3 Černihiv | definitivo    |
| C                | Serhij Bolbat       | Šachtar          | definitivo    |
| D                | Artyom Khatskevich  | Dinamo Kiev      | definitivo    |
| D                | Oleksij Kovtun      | Mynaj            | definitivo    |
| C                | Vladlen Jurčenko    | Zorja            | definitivo    |
| D                | Artyom Chackevič    | Dinamo Kiev      | definitivo    |
| Altre operazioni |                     |                  |               |
| R.               | Nome                | da               | Modalità      |

| Cessioni         | Cessioni            | Cessioni           | Cessioni      |
| R.               | Nome                | a                  | Modalità      |
| ---------------- | ------------------- | ------------------ | ------------- |
| D                | Bohdan Biloševs'kyj | Dinamo Kiev        | fine prestito |
| D                | Juchym Konoplja     | Šachtar            | fine prestito |
| D                | Joonas Tamm         | Vorskla            | svincolato    |
| D                | Pavlo Polehen'ko    | Inhulec'           | svincolato    |
| C                | Maksym Imerekov     | Zorja              | svincolato    |
| D                | Andrij Mostovyj     | Kryvbas Kryvyj Rih | svincolato    |
| C                | Vladyslav Ohirja    | Polіssja Žytomyr   | svincolato    |
| C                | Andrij Hitčenko     | Polіssja Žytomyr   | svincolato    |
| C                | Oleksandr Volkov    | Čerkasy            | svincolato    |
| C                | Jevhen Cepurnenko   | Dinaz Vyšhorod     | svincolato    |
| P                | Jevhen Past         | Dnipro-1           | svincolato    |
| C                | Vitalij Jermakov    | Metalist           | svincolato    |
| D                | Constantin Dima     | UTA Arad           | svincolato    |
| P                | Ilya Karavashchenko | VPK-Ahro           | svincolato    |
| C                | Oleksij Huculjak    | Dnipro-1           | definitivo    |
| D                | Kristian Bilovar    | Dinamo Kiev        | svincolato    |
| C                | Renat Mochulyak     | Livyi Bereh Kyiv   | svincolato    |
| D                | Pavlo Shostka       | Dnipro Čerkasy     | svincolato    |
| D                | Artem Suchoc'kyj    |                    | svincolato    |
| Altre operazioni |                     |                    |               |
| R.               | Nome                | a                  | Modalità      |

### Sessione invernale (dal 4/1 all'1/2)
| Acquisti         | Acquisti                | Acquisti         | Acquisti      |
| R.               | Nome                    | da               | Modalità      |
| ---------------- | ----------------------- | ---------------- | ------------- |
| P                | Ilya Karavashchenko     | VPK-Ahro         | fine prestito |
| D                | Danyil Pus              | Desna-3 Černihiv | definitivo    |
| D                | Artem Chackevič         | Desna-3 Černihiv | definitivo    |
| C                | Dzhilindo Bezghubchenko | Desna-2 Černihiv | definitivo    |
| C                | Georgios Ermidis        | Desna-2 Černihiv | definitivo    |
| C                | Denys Demyanenko        | Desna-3 Černihiv | definitivo    |
| C                | Bohdan Sheiko           | Desna-3 Černihiv | definitivo    |
| A                | Oleksiy Pashchenko      | Desna-2 Černihiv | definitivo    |
| Altre operazioni |                         |                  |               |
| R.               | Nome                    | da               | Modalità      |

| Cessioni         | Cessioni              | Cessioni         | Cessioni      |
| R.               | Nome                  | a                | Modalità      |
| ---------------- | --------------------- | ---------------- | ------------- |
| C                | Andrij Totovyc'kyj    | Kolos Kovalivka  | definitivo    |
| C                | Serhij Bolbat         | Šachtar          | fine prestito |
| A                | Pylyp Budkivs'kyj     | Polіssja Žytomyr | svincolato    |
| C                | Vladlen Jurčenko      | Riga FC          | svincolato    |
| C                | Vladyslav Kalytvyncev | Oleksandrija     | svincolato    |
| C                | Oleksij Kovtun        | -                | svincolato    |
| C                | Jehor Kartušov        | Metalist         | svincolato    |
| Altre operazioni |                       |                  |               |
| R.               | Nome                  | a                | Modalità      |

## Risultati

### Kubok Ukraïny

#### Ottavi di finale
| Arbitro: | M.O. Balakin |

|                       |           |             |
| Harris 73’ Myzyuk 83’ | Marcatori | Vološyn 44’ |

## Statistiche

### Statistiche di squadra
| Competizione  | Punti | In casa | In casa | In casa | In casa | In casa | In casa | In trasferta | In trasferta | In trasferta | In trasferta | In trasferta | In trasferta | Totale | Totale | Totale | Totale | Totale | Totale | DR |
| Competizione  | Punti | G       | V       | N       | P       | Gf      | Gs      | G            | V            | N            | P            | Gf           | Gs           | G      | V      | N      | P      | Gf     | Gs     | DR |
| ------------- | ----- | ------- | ------- | ------- | ------- | ------- | ------- | ------------ | ------------ | ------------ | ------------ | ------------ | ------------ | ------ | ------ | ------ | ------ | ------ | ------ | -- |
| Prem'er-Liha  | 25    | 9       | 4       | 2       | 3       | 13      | 12      | 9            | 3            | 2            | 4            | 9            | 15           | 18     | 6      | 8      | 15     | 27     | 27     | 0  |
| Kubok Ukraïny | -     | 0       | 0       | 0       | 0       | 0       | 0       | 1            | 0            | 0            | 1            | 1            | 2            | 1      | 0      | 0      | 1      | 1      | 2      | -1 |
| Totale        | -     | 9       | 4       | 2       | 3       | 13      | 12      | 10           | 3            | 2            | 5            | 10           | 17           | 19     | 6      | 8      | 16     | 28     | 29     | -1 |

### Andamento in campionato
| Giornata  | 1 | 2 | 3 | 4 | 5 | 6 | 7 | 8 | 9 | 10 | 11 | 12 | 13 | 14 | 15 | 16 | 17 | 18 | 19 | 20 | 21 | 22 |
| --------- | - | - | - | - | - | - | - | - | - | -- | -- | -- | -- | -- | -- | -- | -- | -- | -- | -- | -- | -- |
| Luogo     | C | T | C | C | T | T | C | T | C | T  | C  | T  | C  | T  | C  | T  | C  | T  | C  | T  | C  | T  |
| Risultato | V | V | V | V | P | P | N | V | P | P  | N  | N  | P  | V  | P  | V  | N  | P  |    |    |    |    |
| Posizione | 1 | 1 | 1 | 1 | 2 | 4 | 4 | 3 | 6 | 7  | 7  | 8  | 9  | 7  | 8  | 6  | 7  | 7  |    |    |    |    |

Legenda:

Luogo: C = Casa; T = Trasferta. Risultato: V = Vittoria; N = Pareggio; P = Sconfitta.

### Statistiche dei giocatori
Sono in corsivo i calciatori che hanno lasciato la società a stagione in corso.
| Giocatore         | Perša Liha | Perša Liha | Perša Liha  | Perša Liha | Coppa Ucraina | Coppa Ucraina | Coppa Ucraina | Coppa Ucraina | Totale   | Totale | Totale      | Totale     |
| Giocatore         | Presenze   | Reti       | Ammonizioni | Espulsioni | Presenze      | Reti          | Ammonizioni   | Espulsioni    | Presenze | Reti   | Ammonizioni | Espulsioni |
| ----------------- | ---------- | ---------- | ----------- | ---------- | ------------- | ------------- | ------------- | ------------- | -------- | ------ | ----------- | ---------- |
| L. Arveladze      | 15         | 1          | 0           | 0          | 1             | 0             | 0             | 0             | 16       | 1      | 0           | 0          |
| J. Belyč          | 1          | 0          | 0           | 0          | 0             | 0             | 0             | 0             | 1        | 0      | 0           | 0          |
| D. Bezborod'ko    | 18         | 7          | 0           | 0          | 1             | 0             | 0             | 0             | 19       | 7      | 0           | 0          |
| D. Bezghubchenko  | 0          | 0          | 0           | 0          | 0             | 0             | 0             | 0             | 0        | 0      | 0           | 0          |
| P. Budkivs'kyj    | 18         | 1          | 0           | 0          | 1             | 0             | 0             | 0             | 19       | 1      | 0           | 0          |
| K. Bilovar        | 1          | 0          | 0           | 0          | 0             | 0             | 0             | 0             | 1        | 0      | 0           | 0          |
| S. Bolbat         | 13         | 0          | 0           | 0          | 1             | 0             | 0             | 0             | 14       | 0      | 0           | 0          |
| J. Cymbaljuk      | 15         | 0          | 0           | 0          | 0             | 0             | 0             | 0             | 15       | 0      | 0           | 0          |
| D. Demyanenko     | 0          | 0          | 0           | 0          | 0             | 0             | 0             | 0             | 0        | 0      | 0           | 0          |
| M. Dehtjar'ov     | 11         | 1          | 0           | 0          | 1             | 0             | 0             | 0             | 12       | 1      | 0           | 0          |
| A. Dombrovs'kyj   | 16         | 0          | 0           | 1          | 1             | 0             | 0             | 0             | 17       | 0      | 0           | 1          |
| G. Ermidis        | 0          | 0          | 0           | 0          | 0             | 0             | 0             | 0             | 0        | 0      | 0           | 0          |
| V. Jurčenko       | 7          | 1          | 0           | 0          | 0             | 0             | 0             | 0             | 7        | 1      | 0           | 0          |
| I. Karavashchenko | 0          | 0          | 0           | 0          | 0             | 0             | 0             | 0             | 0        | 0      | 0           | 0          |
| V. Kalytvyncev    | 16         | 3          | 0           | 0          | 1             | 0             | 0             | 0             | 17       | 3      | 0           | 0          |
| J. Kartušov       | 15         | 0          | 0           | 0          | 1             | 0             | 0             | 0             | 16       | 0      | 0           | 0          |
| O. Kovtun         | 4          | 0          | 0           | 0          | 0             | 0             | 0             | 0             | 4        | 0      | 0           | 0          |
| O. Hutsulyak      | 2          | 0          | 0           | 0          | 0             | 0             | 0             | 0             | 2        | 0      | 0           | 0          |
| I. Lytovka        | 13         | 0          | 0           | 0          | 0             | 0             | 0             | 0             | 13       | 0      | 0           | 0          |
| S. Makarenko      | 0          | 0          | 0           | 0          | 0             | 0             | 0             | 0             | 0        | 0      | 0           | 0          |
| O. Masalov        | 6          | 0          | 0           | 0          | 0             | 0             | 0             | 0             | 6        | 0      | 0           | 0          |
| R. Mochulyak      | 0          | 0          | 0           | 0          | 0             | 0             | 0             | 0             | 0        | 0      | 0           | 0          |
| R. Mysak          | 5          | 0          | 0           | 0          | 1             | 0             | 0             | 0             | 6        | 0      | 0           | 0          |
| O. Pashchenko     | 0          | 0          | 0           | 0          | 0             | 0             | 0             | 0             | 0        | 0      | 0           | 0          |
| D. Pus            | 0          | 0          | 0           | 0          | 0             | 0             | 0             | 0             | 0        | 0      | 0           | 0          |
| J. Selin          | 15         | 0          | 0           | 0          | 1             | 0             | 0             | 0             | 16       | 0      | 0           | 0          |
| I. Ševcov         | 10         | 0          | 0           | 0          | 1             | 0             | 0             | 0             | 11       | 0      | 0           | 0          |
| B. Sheiko         | 0          | 0          | 0           | 0          | 0             | 0             | 0             | 0             | 0        | 0      | 0           | 0          |
| D. Sydorenko      | 0          | 0          | 0           | 0          | 0             | 0             | 0             | 0             | 0        | 0      | 0           | 0          |
| A. Totovyc'kyj    | 13         | 3          | 0           | 0          | 1             | 0             | 0             | 0             | 14       | 3      | 0           | 0          |
| V. Voloshyn       | 11         | 2          | 0           | 0          | 1             | 1             | 0             | 0             | 12       | 3      | 0           | 0          |
| T. Zavijs'kyj     | 15         | 3          | 0           | 0          | 1             | 0             | 0             | 0             | 16       | 3      | 0           | 0          |
| V. Zhuk           | 6          | 0          | 0           | 0          | 1             | 0             | 0             | 0             | 7        | 0      | 0           | 0          |